# 模仿犯 (2023年電視劇)
《模仿犯》（英語：Copycat Killer）是一部由Netflix推出的臺灣影集，由張榮吉、張亨如擔任導演，吳慷仁、柯佳嬿、庹宗華、姚淳耀、范少勳、江宜蓉、夏騰宏、侯彥西主演，改編自日本作家宮部美幸的推理小說《模仿犯》。故事講述1990年代松延市發生的連續殺人命案，揉合檢警辦案與媒體亂象。主要拍攝地位於永和南清宮。2023年3月31日於Netflix全劇上線。2023年10月21日於第58屆金鐘獎一共入圍17項獎項，成為金鐘獎史上入圍最多獎項的戲劇。

## 演員

### Noh拐殺案主要參與者
- 吳慷仁 飾 郭曉其

本作男主角，稱作郭檢，綽號龜毛其。偵辦Noh拐殺案的專案小組檢察官。辦案認真、不遺餘力，不擅長溝通表達與交際，性格執著，總是埋頭工作，不懂變通，常因工作犧牲生活。小時候，因自己的錯誤而引致父母及妹妹被殺害。在追緝Noh拐殺案過程中，顶住上峰压力不提早结案，期間面對兇手一次又一次的挑釁，最後連自己的前女友也被殺害下，不惜用不法及計謀也要把兇手揪出來。但揮之不去的家庭悲劇，讓他辦案時常會忍不住被童年所留下的陰影牽引。Noh被制裁後，郭检於监狱服刑，服刑期间网路犯罪兴起，出狱后任律师（辩护人），心态得到较好的恢复，相信「真相会找到自己回家的路」。
- 柯佳嬿 飾 胡允慧

郭曉其前女友，臨床心理師。因作郭曉其檢察官面試時的心理師而認識，分手後仍愛著郭曉其，工作上有交集而繼續保持聯絡，協助郭曉其分析兇手的心理狀態找出真相。主攻犯罪心理協助分析兇手的臨床心理師，藉由在監獄裡輔導個案、剖析犯罪者可能會有的心態與性格，來進行深入的質化研究。田村義獄中服刑時的心理輔導師。後因郭曉其窮追Noh案而被真兇報復殺死。
- 庹宗華 飾 林尚勇

稱作勇哥，抱著等待退休心態過日子的資深刑警，張大超的上司，高德分局偵查隊小隊長。案發初期與郭檢及張大超共組Noh拐殺案專案小組，曾劝大超收敛脾气、买笔记本认真办案。後因女兒林羽彤被拐走，被兇手引到公園發現手上放著林羽彤手機用白布蓋著頭與身體分開的屍體，後認出是女兒朋友袁子晴被殺，但女兒卻未有消息，故買黑槍，找沈嘉文私下尋仇，結果被打致重傷昏迷。甦醒後，立即回歸Noh拐殺案專案小組工作。
- 姚淳耀 飾 陳和平

姚雅慈前下屬，現為深夜節目主持人、主播及前線記者，身兼多職，跑新聞都親力親為，甚至不擇手段爭取獨家新聞。自大、自恋、喜歡被受關注及操控他人。在職場上強烈求得表現，企圖當上晚間新聞的主播。
- 范少勳 飾 沈嘉文

夜店KINK的特聘DJ骑师。因被母親否認存在，加上年幼時被母親強迫穿女裝打扮成已死去的姐姐，因此精神出現問題，並藉由毒品、酒精來逃避現實，麻醉自己。疑似陳宏亮議長私生子。與胡建和是國中時期的同校好友，性格迥異的兩人卻因為能同理對方而相互依賴，但卻意外雙雙捲入命案中。被前女友張明美發現兒時被母親強迫穿上的女童裝，並被她嘲笑，這刺激了他，令他陷入精神錯亂產生幻覺，情急之下误杀了张明美。
- 江宜蓉 飾 路妍真

稱作小路。熱血正義的記者，姚雅慈前下屬，後轉至陳和平手下工作，主跑社會線的她是揭露社會不公義的重要角色，果斷又富有正義感的原生性格，更讓她為追求新聞正義並呈現事件背後的真相，不惜頂撞上司。一直覺得警方在其室友被殺一案的判案上有許多疑點及不實的地方，故希望在報道其他女子失蹤案時再找尋相關資料希望翻案。在跑女子失蹤案及Noh拐殺案新聞的過程中認識郭檢，意外發現彼此理念相近，成為其辦案的得力助手。
- 夏騰宏 飾 胡建和

TNB電視台攝影記者，胡允慧弟弟。父母雙亡，細心善良的他從小就由姊姊帶著長大，因原生家庭環境而造就了內向靦腆與自卑畏縮的個性。沈嘉文的國中同學，曾因為被陳和平的刻意工作安排，而遭到林尚勇懷疑是命案的兇手。及後在警方追補沈嘉文時，因阻止其逃命，被沈嘉文擊暈後放於車上，沈嘉文駕車時出現幻覺，發生車禍，与沈嘉文同死。
- 侯彥西 飾 張大超

性格衝動、富有正义感的新手刑警，林尚勇下屬。案發初期與郭檢及林尚勇共組Noh拐殺案專案小組，面对法律的局限，多次想用私刑制服嫌犯。
- 林心如 飾 姚雅慈(特別演出)

TNB新聞台收視保證的當家主播，陳和平及路妍真前主管，擁有一私生子。一頭大波浪髮型為著名的個人標誌，美艷的外表包裹著強悍無比的個性，為達到鎖定的目的，可以不擇手段。在沈嘉文死後，警方打算結案時，聽到新聞報道有關沈嘉文和索多瑪色情俱樂部的消息，感覺到陳和平有異，即調出陳和平的舊報導，在其中發現有兇手之一的沈嘉文蹤影後，離職TNB。后被Noh残杀。

### Noh拐殺案受害者
（作案方法：受害者通常會被「Noh」用膠帶封嘴和捆綁雙手雙腳捆綁，雙手的拇指更被鎖上拇指扣，之後受害者會被帶上一輛紅色、裝有單面隔音玻璃的麵包車，並駛到受害者家屬面前見他最後一眼才會被殺。）
- 吳岱凌 飾 李筱琳

沈嘉文和胡建和的國中同學。案發時間 - 1983年。只可算間接受害者，不是Noh團夥直接殺害，但屬於間接影響死亡。1983年， 因欺凌胡建和，而被沈嘉文施暴打至重傷差點至死。因林尚勇懷疑胡建和與其女兒林羽彤被拐案有關，指示張大超調查其背景後，發現當年暴打事件的驗傷報告中，李筱琳臉上有和NOH拐殺案受害死者一樣有紅色唇膏劃痕。但當警方發現這個線索時，她卻自殺身亡。而其床板上卻寫上「沈嘉文」大字，引起了郭檢的調查，從而追查到NOH團夥。
- 睦媄 飾 張明美

沈嘉文的前女友。案發時間 - 1995年。
- 陸夏 飾 江雨萍

路妍真的室友。案發時間 - 1995年3月19日。喜歡畫畫，有志當插畫家，但被家人反對，引至與家人關係不好，故很少聯絡。
- 王真琳 飾 鄭嘉儀

銀行職員，兼職手部模特兒，斷掌案的被害者。案發時間 - 1997年10月。
- 李亦捷 飾 秦怡君

實習幼兒教師。案發時間 - 1997年10-11月期間。父母離異，生前由外公馬主委一手湊大。家裡是開宮廟的，但卻在教會受洗，為避免拿香拜拜，於是很少回家。
- 曹芯瑜 飾 袁子晴

林羽彤的好友及服裝店合夥人。案發時間 - 1997年11月。
- 邱偲琹 飾 林羽彤 / 黃歆庭 飾 林羽彤（童年）

林尚勇女兒，和好友袁子晴合夥經營服裝店。案發時間 - 1997年11月。和父親關係不好，經常到KINK夜店玩，覺得父親不理解其生活，故很少回家。唯一的倖存者。

### 其他相關角色
- 湯志偉 飾 廖啟陽

檢察長，成熟官僚，沉稳内敛，面对媒体记者喜怒不形于色；对郭晓其严格要求并委以重任；后破格同意保外就医期间的郭晓其上节目与「Noh」对峙，使之暴露。
- 盛鑑 飾 許有為

前檢察官，对不善交际的学弟郭晓其比较照顾。被郭檢因振邦建設案逮捕。後在獄中提示郭檢「有些時候，你得向你的對手先低頭」；郭晓其在TNB节目直播时，假扮Noh与郭晓其配合激怒真正的Noh，使之暴露，使检调机关有充分的证据将其绳之以法。
- 劉亮佐 飾 梁永坤

TNB經理，姚雅慈及陳和平上司，追求收视率的同时也尽力保护同事。
- 黃河 飾 田村義

自稱攝影師，稱呼胡允慧為胡老師，对胡抱有好感并十分感激。自殺前在獄中寫了一封告密信給胡允慧，說明江雨萍事件的始末，但因其离世导致该证据不足以起诉Noh。
- 徐裕傑 飾 錢家堂

前索多瑪色情俱樂部職員，亦是Noh下属成员。
- 陳博正 飾 馬義男

秦怡君的外公，宮廟的主委。善良、聰明、心思細密、爱孙女心切的一位老主委；郭检服刑期间，前往探视并鼓励他像水一般不被外力打击所改变。
- 游安順 飾 賴坤助

郭檢舅舅，姐姐賴月貞，計程車司機。郭檢稱之為「坤哥」，在其小時候父母雙亡後，負起了養育之責。
- 段鈞豪 飾 楊文愷

林尚勇受傷後，警方臨時調派出任Noh拐殺案案專案小組小隊長，冷静克制、沉稳内敛，多次制止冲动抱怨的张大超，是郭检办案的得力助手。
- 鄭家榆 飾 趙佩芬

沈嘉雯和沈嘉文的媽媽，陳宏亮議長的秘密情人。高中時期與陳宏亮是情侶關係，但其後卻嫁入村中開藥房的沈家。在生產沈嘉雯後，患有產後抑鬱症，引致精神有問題，把沈嘉文（弟/子）當死去沈嘉雯（姊/女）養育，從而令沈嘉文精神也有問題。
- 林明森 飾 陳宏亮

議會議長。沈嘉文媽媽的高中男友及後期的秘密情人，疑似沈嘉文生父，KINK夜店的投資者。曾聘請律師及利用其政治力量阻止專案小組追查沈嘉文。
- 陳逸帆 飾 里長

地方里長。陳宏亮的樁腳，陳宏亮當議員時的助理。
- 何潔柔 飾 劉芳欣

國中霸凌胡建和的其中一人，在一次霸凌胡建和的時候，遇到沈嘉文來救胡建和，劉芳欣在逃跑跌倒，被沈嘉文按在地上掐脖子，差點窒息，胡建和看到後，趕快制止沈嘉文，劉芳欣趁機逃走。
- 蕭東意 飾 阿宏

殺害郭曉其之父(郭運方)、母(賴月真)、妹妹之殺人犯，最後被捕並被判死刑。郭曉其與其父吵架之後奪門而出，在門外遇到阿宏，阿宏說郭父欠他錢，郭曉其故意對他說家裡有錢，可以過去拿，阿宏便入室欲討錢，後殺害郭曉其父母及妹妹。

## 原聲帶
影集主題歌曲原聲帶由相信音樂發行，並有麋先生、家家、法蘭、白安參與歌曲演唱。
| 曲序 | 曲目                      |              | 作曲                 | 演唱   | 备注   |
| ---- | ------------------------- | ------------ | -------------------- | ------ | ------ |
| 1.   | 一種說法                  | HUSH         | 吳聖皓               | 麋先生 | 主題曲 |
| 2.   | 輕傷                      | 陳沒、徐旻鈴 | 張德銘、貢多傑、朱琳 | 家家   | 片尾曲 |
| 3.   | 接住我                    | 法蘭         | 法蘭                 | 法蘭   | 插曲   |
| 4.   | 魚沒有腳                  | 白安         | 白安                 | 白安   | 插曲   |
| 5.   | 一種說法（Acoustic Ver.） | HUSH         | 吳聖皓               | 麋先生 | 插曲   |
| 6.   | 為你的寂寞唱歌            | 張簡君偉     | 張簡君偉             | 家家   | 插曲   |

## 收視
《模仿犯》上線第二週，獲得1774萬觀看時數，躋身當週非英語節目第2名，為首部打入全球收視前十名的臺灣節目。
| 日期（週）                   | 觀看時數（萬） | 非英語節目排行 | 參    |
| ---------------------------- | -------------- | -------------- | ----- |
| 2023年4月3日－2023年4月9日   | 1774           | 2              | [ 7 ] |
| 2023年4月10日－2023年4月16日 | 822            | 5              | [ 8 ] |

## 獎項紀錄
| 年份   | 頒獎單位              | 獎項                 | 入圍者                                                 | 結果 |
| ------ | --------------------- | -------------------- | ------------------------------------------------------ | ---- |
| 2023年 | 第58屆金鐘獎          | 戲劇節目獎           | 《模仿犯》                                             | 提名 |
| 2023年 | 第58屆金鐘獎          | 戲劇節目男主角獎     | 吳慷仁                                                 | 提名 |
| 2023年 | 第58屆金鐘獎          | 戲劇節目男主角獎     | 姚淳耀                                                 | 提名 |
| 2023年 | 第58屆金鐘獎          | 戲劇節目男配角獎     | 庹宗華                                                 | 提名 |
| 2023年 | 第58屆金鐘獎          | 戲劇節目男配角獎     | 陳博正                                                 | 提名 |
| 2023年 | 第58屆金鐘獎          | 戲劇節目女配角獎     | 邱偲琹                                                 | 提名 |
| 2023年 | 第58屆金鐘獎          | 戲劇節目導演獎       | 張榮吉、張亨如                                         | 提名 |
| 2023年 | 第58屆金鐘獎          | 戲劇節目編劇獎       | 馬克明、王加安、何昕明、尤以青、周克威、吳俊佑、楊宛儒 | 提名 |
| 2023年 | 第58屆金鐘獎          | 戲劇類節目攝影獎     | 陳克勤、李鳴、白杰立、詹晨智                           | 獲獎 |
| 2023年 | 第58屆金鐘獎          | 戲劇類節目剪輯獎     | 解孟儒、陳禹學                                         | 提名 |
| 2023年 | 第58屆金鐘獎          | 戲劇類節目燈光獎     | 魏琥弦、陳柏佑、鄭兆珊                                 | 提名 |
| 2023年 | 第58屆金鐘獎          | 戲劇類節目美術設計獎 | 蕭仁傑                                                 | 獲獎 |
| 2023年 | 第58屆金鐘獎          | 戲劇類節目聲音設計獎 | 陳家俐、李育智、陳亦偉、羅頌策                         | 提名 |
| 2023年 | 第58屆金鐘獎          | 戲劇類節目造型設計獎 | 林育妘、蘇庭卉、陳虹汝、林俞霈                         | 提名 |
| 2023年 | 第58屆金鐘獎          | 戲劇類節目視覺特效獎 | 維廷、洪昰顥、朱科豐                                   | 提名 |
| 2023年 | 第58屆金鐘獎          | 戲劇節目配樂獎       | 溫子捷                                                 | 提名 |
| 2023年 | 第58屆金鐘獎          | 戲劇類節目創新獎     | 《模仿犯》                                             | 獲獎 |
| 2023年 | 第58屆金鐘獎          | 最具人氣戲劇節目獎   | 《模仿犯》                                             | 獲獎 |
| 2023年 | 第6屆亞洲影藝創意大獎 | 最佳導演             | 張榮吉、張亨如                                         | 獲獎 |
| 2023年 | 第6屆亞洲影藝創意大獎 | 最佳攝影             | 陳克勤、李鳴、白杰立、詹晨智                           | 獲獎 |

## 外部連結
- 在Netflix上觀看《模仿犯》
- 模仿犯的Facebook專頁
- 模仿犯的Instagram帳戶
- 互联网电影数据库（IMDb）上《模仿犯》的资料（英文）